# Bryce Duke
Bryce Duke (Peoria, 28 febbraio 2001) è un calciatore statunitense, centrocampista del CF Montréal.

## Carriera
Nato a Peoria in Arizona, milita nelle giovanili del Real Salt Lake dal 2016 al 2018 prima di entrare a far parte dell'Academy statunitense del Barcellona.
Il 25 gennaio 2020 sigla un contratto professionistico con il Los Angeles FC, compagine della MLS; il 18 febbraio seguente fa il suo esordio fra i professionisti entrando in campo a mezzora dal termine dell'incontro di CONCACAF Champions League perso 2-0 contro il León. Il 1º marzo debutta anche in MLS nella sfida casalinga vinta 1-0 contro l'Inter Miami.
Dopo aver disputato la stagione 2022 e le prime sette partite della stagione 2023 con l'Inter Miami, il 12 aprile viene incluso nello scambio che porta lui e Ariel Lassiter al CF Montréal mentre Kamal Miller fa il passaggio opposto.

## Statistiche

### Presenze e reti nei club
Statistiche aggiornate al 23 febbraio 2025.
| Stagione              | Squadra               | Campionato            | Campionato | Campionato | Coppe nazionali | Coppe nazionali | Coppe nazionali | Coppe continentali | Coppe continentali | Coppe continentali | Altre coppe | Altre coppe | Altre coppe | Totale | Totale |
| Stagione              | Squadra               | Comp                  | Pres       | Reti       | Comp            | Pres            | Reti            | Comp               | Pres               | Reti               | Comp        | Pres        | Reti        | Pres   | Reti   |
| --------------------- | --------------------- | --------------------- | ---------- | ---------- | --------------- | --------------- | --------------- | ------------------ | ------------------ | ------------------ | ----------- | ----------- | ----------- | ------ | ------ |
| 2021                  | Las Vegas Lights      | USL                   | 12         | 1          |                 | -               | -               |                    | -                  | -                  |             | -           | -           | 12     | 1      |
| 2020                  | Los Angeles FC        | MLS                   | 11         | 0          |                 | -               | -               | CCL                | 1                  | 0                  |             | -           | -           | 12     | 0      |
| 2021                  | Los Angeles FC        | MLS                   | 14         | 0          |                 | -               | -               |                    | -                  | -                  |             | -           | -           | 14     | 0      |
| Totale Los Angeles FC | Totale Los Angeles FC | Totale Los Angeles FC | 25         | 0          |                 | -               | -               |                    | 1                  | 0                  |             | -           | -           | 26     | 0      |
| 2022                  | Inter Miami           | MLS                   | 28+1       | 1          | USOC            | 3               | 0               |                    | -                  | -                  |             | -           | -           | 32     | 1      |
| feb.-apr. 2023        | Inter Miami           | MLS                   | 7          | 0          | USOC            | -               | -               |                    | -                  | -                  | LC          | -           | -           | 7      | 0      |
| Totale Inter Miami    | Totale Inter Miami    | Totale Inter Miami    | 36         | 1          |                 | 3               | 0               |                    | -                  | -                  |             | -           | -           | 39     | 1      |
| apr.-dic. 2023        | CF Montréal           | MLS                   | 26         | 2          | CC              | 3               | 0               |                    | -                  | -                  | LC          | 2           | 1           | 31     | 3      |
| 2024                  | CF Montréal           | MLS                   | 32+1       | 3+0        | CC              | 2               | 1               |                    | -                  | -                  | LC          | 3           | 0           | 38     | 4      |
| 2025                  | CF Montréal           | MLS                   | 1          | 0          | CC              | -               | -               |                    | -                  | -                  | LC          | -           | -           | 1      | 0      |
| Totale CF Montreal    | Totale CF Montreal    | Totale CF Montreal    | 60         | 5          |                 | 5               | 1               |                    | -                  | -                  |             | 5           | 1           | 70     | 7      |
| Totale carriera       | Totale carriera       | Totale carriera       | 133        | 7          |                 | 8               | 1               |                    | 1                  | 0                  |             | 5           | 1           | 147    | 9      |